# Transcription phonétique de l'Institut d'ethnologie
La transcription phonétique de l’Institut d’ethnologie est un système de transcription phonétique développé par l’Institut d’ethnologie de l’Université de Paris, basé sur l’alphabet latin et complété de lettres additionnelles et de signes diacritiques.

## Consonnes
Consonnes occlusives, spirantes et nasales 
|               | Occlusives | Occlusives | Spirantes | Spirantes | Nasales |
|               | Sourdes    | Sonores    | Sourdes   | Sonores   | Sonores |
| ------------- | ---------- | ---------- | --------- | --------- | ------- |
| Labiales      | p          | b          | ꝑ         | ƀ         | m       |
| Labiodentales |            |            | f         | v         |         |
| Interdentales |            |            | ŧ         | đ         |         |
| Dentales      | t          | d          |           |           | n       |
| Cacuminales   | t̤          | d̤          |           |           | n̤       |
| Prépalatales  |            |            | ꞓ         |           | ñ       |
| Palatales     | k          | g          | ꝁ         | ǥ         | ṅ       |

Consonnes affriquées ou mi-occlusives et spirantes du type sifflant 
|                            | Affriquées | Affriquées | Spirantes | Spirantes |
|                            | Sourdes    | Sonores    | Sourdes   | Sonores   |
| -------------------------- | ---------- | ---------- | --------- | --------- |
| Alvéolaires (ou dentales)  | ț          | d̦          | s         | z         |
| Prépalatales (chuintantes) | č          | ǰ          | š         | ž         |

Liquides r prononcé par vibration de la pointe de la langue au milieu de la bouche, l consonne latérale.
Semi-voyelles w prononcé avec les lèvres légèrement rapprochées, y avec la langue peu relevée en avant de la bouche.
Laryngales et glottales ɔ occlusive sourde, ḥ spirante sourde, ↋ spirante sonore.
Les consonnes plus rares peuvent être notées par des combinaisons des signes :
- la semi-voyelle que l’orthographe française note par u dans « puits » est notée ‹ ẅ ›, c’est-à-dire une combinaison de w et ü ;
- le rond souscrit indique qu’une consonne joue le rôle d’une voyelle ;
- les majuscules peuvent être utilisées pour, selon la langue, représenter des « douces sourdes », par exemple ‹ ʙ ›, des « fortes sonores », par exemple ‹ ᴘ ›, ou encore des implosives ou inspirées.

## Voyelles
| i |   |   |   |   | ü |   | u̇ |   |   |   |   | u |
|   | eͥ |   |   |   |   |   |   |   |   |   | oͧ |   |
|   |   | ẹ |   |   |   |   |   |   |   | ọ |   |   |
|   |   |   | e |   | ö |   | ȯ |   | o |   |   |   |
|   |   |   |   | ę |   |   |   | ǫ |   |   |   |   |
|   |   |   |   |   | ä |   | å |   |   |   |   |   |
|   |   |   |   |   |   | a |   |   |   |   |   |   |